# Urydyna
Urydyna – organiczny związek chemiczny z grupy nukleozydów. Cząsteczka urydyny zbudowana jest z organicznej zasady pirymidynowej – uracylu, połączonej wiązaniem β-N1-glikozydowym z rybozą w formie rybofuranozy.

## Urydyna w RNA
Urydyna wchodzi w skład łańcuchów RNA. Jest jednym z czterech (obok adenozyny, guanozyny i cytydyny), nukleotydem tworzącym kwasy rybonukleinowe. Urydyna może parować się z adenozyną przez dwa wiązania wodorowe w podobny sposób jak tymidyna w DNA.

Urydyna często tworzy końcową sekwencję (tzw. „ogon”) w cząsteczkach mRNA powstałych w procesie transkrypcji np. u E. coli.

Urydyna wchodzi w skład kodonu „start” na drugim miejscu (AUG). Kodon (UUU) określa fenyloalaninę.

## Urydyna w metabolizmie
- Urydyna bierze udział w procesie metabolizmu galaktozy[5]. Nie istnieją szlaki bezpośrednio katabolizujące galaktozę, a cukier ten, obok glukozy i fruktozy, stanowi również tzw. paliwo komórkowe. Z tego względu galaktoza musi zostać uprzednio przekształcona w glukozę, która następnie ulega rozkładowi w normalnym procesie glikolizy. Gdy galaktoza ulegnie fosforylacji do galaktozo-1-fosforanu (galaktozo-1-P), wchodzi w reakcję z urydynodifosfoglukozą (UDP-glukoza). W procesie tym enzym: UDP-transferaza galaktozo-1-fosforanu, przenosi cząsteczkę UDP na cząsteczkę galaktozy. Produktem tej reakcji są urydynodifosfogalaktoza (UDP-galaktoza) oraz glukozo-1-fosforan (glukozo-1-P). Pierścień galaktozowy w UDP-galaktozie ulega następnie epimeryzacji do glukozy. Inwersji konfiguracji przy czwartym atomie węgla pierścienia galaktozy dokonuje 4-epimeraza UDP-galaktozy. Proces ten jest kontynuowany w celu umożliwienia prawidłowego szlaku glikolizy cząsteczek galaktozy.

- Urydyna w procesie syntezy glikogenu[6]. Luis Leloir oraz jego współpracownicy wykazali w 1957 roku, że glukozodifosforan urydyny (UDP-glukoza) jest aktywną formą glukozy i to on jest donorem glukozy w syntezie glikogenu zgodnie z równaniem:

(glikogen)n + UDP-glukoza → (glikogen)n+1 + UDP